# Musique tchèque

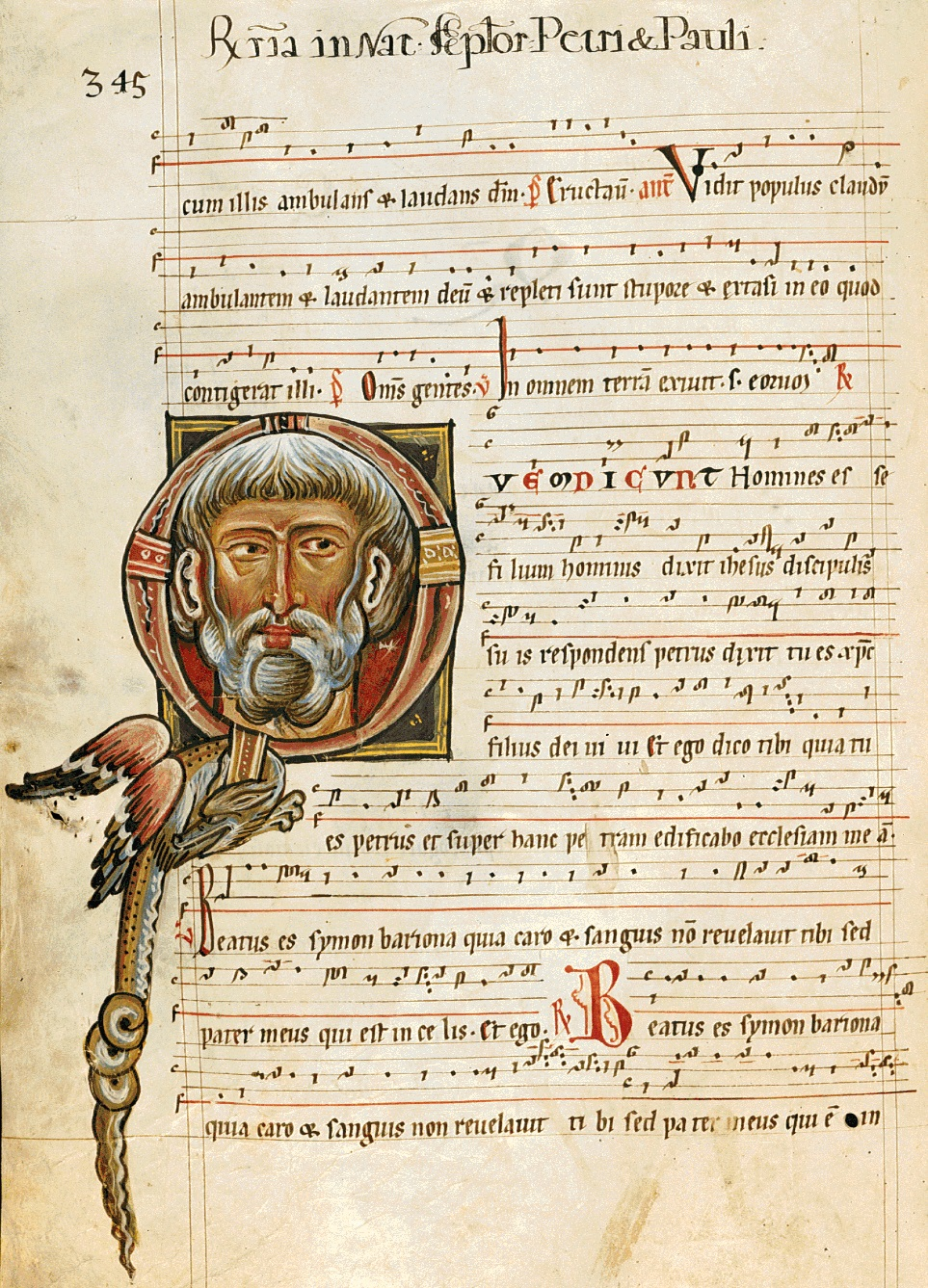
Page de l'antiphonaire de Sedlec créé au XIII.

La musique tchèque a une histoire qui remonte au Moyen Âge avec l'introduction des chants chrétiens. Elle a des liens particuliers avec la musique traditionnelle de Bohême, de Moravie et de Slovaquie. Malgré des frontières changeantes, son caractère central européen s'est toujours affirmé. La Tchéquie a produit nombre de compositeurs classiques illustres, dont Dvořák, Smetana et Janacek, mais sa musique traditionnelle est restée discrète et méconnue jusqu'à très récemment. L'influence tsigane y est encore très prononcée de même que le répertoire viennois. Elle a elle-même influencé aussi nombre de compositeurs autrichiens (Mahler entre autres).

## Musique classique

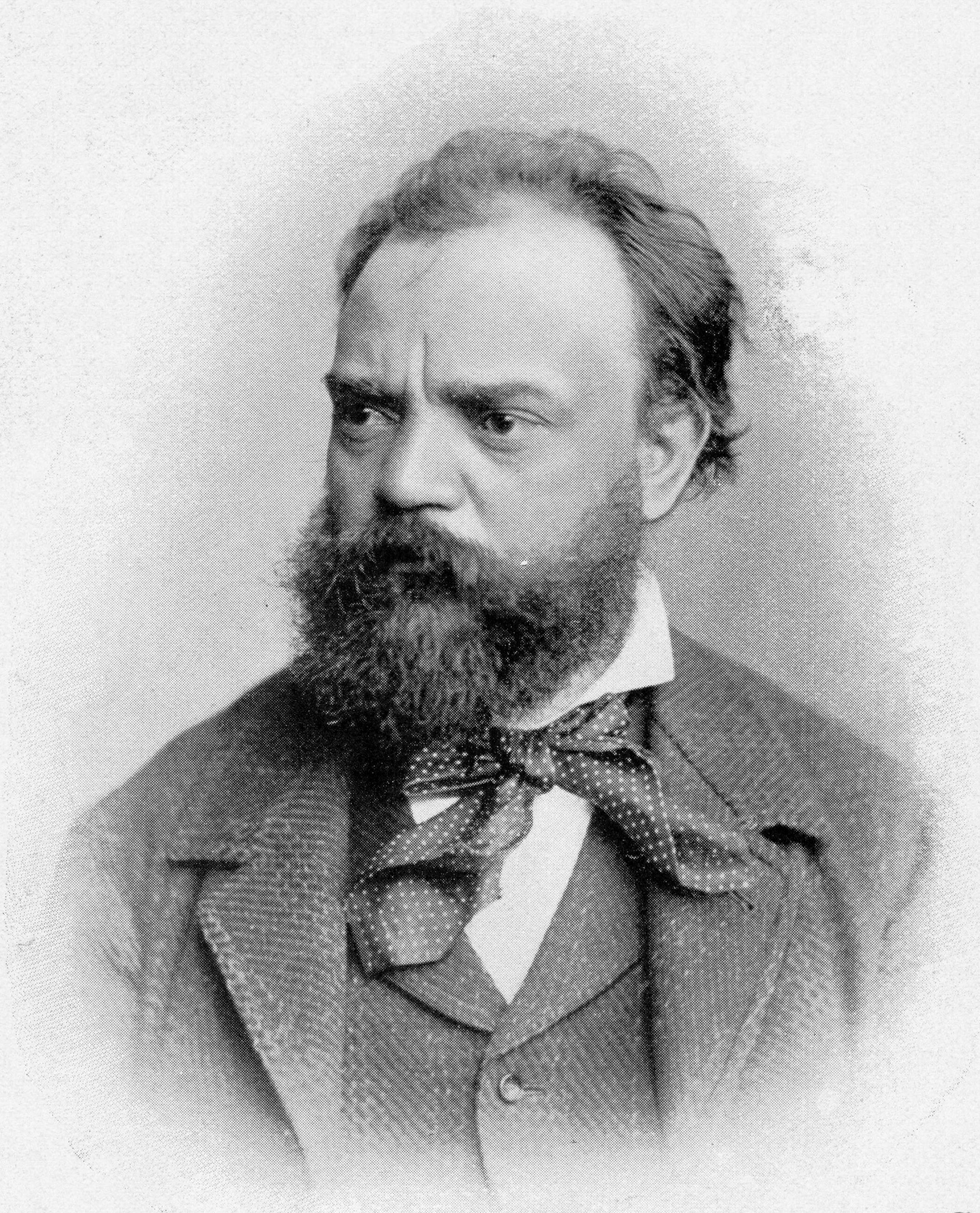
Antonín Dvořák.

Le chant choral chrétien se développe dès le IXe siècle grâce aux missions irlando-écossaise, anglo-saxonne, byzantine et germanique. Ce n'est qu'au XIe siècle qu'apparaissent les premiers chants autochtones. Au XIIIe siècle apparaît la polyphonie sous l'influence française, puis les orchestres de Cour. Mais jusqu'au XVe siècle, la musique devait à nouveau péricliter en marge de problèmes sociaux plus graves.
La tendance nationaliste s'accentue avec la période hussite et la création de la messe tchèque. Kryštof Harant de Polžice (1564-1621) est le premier compositeur à avoir une renommée ; il ouvre la voie à la renaissance musicale à l'époque baroque, notamment au développement de la musique de luth. František Václav Míča (1694-1744) est le premier à composer un opéra en tchèque (O původu Jaroměřic, « Des origines de Jaroměřice ») en utilisant la forme sonate. Jan Dismas Zelenka (1678-1745) est un compositeur prestigieux attaché à la cour de Saxe. Au XVIIIe siècle, l'opéra italien fait son entrée, tandis que nombre de musiciens tchèques s'expatrient pour des raisons économiques : Jan Václav Stamic (1717-1757), compositeur de musique symphonique et violoniste virtuose, fondateur de « l’École de Mannheim » ; Josef Mysliveček (1737-1781), compositeur d'opéra à l'italienne surnommé Il divino Boemo (« le divin Tchèque ») ; Antonín Rejcha (1770–1836) compositeur de musique de chambre (quintette à vent), il enseigne à Paris (Hector Berlioz fut un de ses élèves) ; Václav Jan Tomášek (1774–1850), figure centrale de la vie musicale praguoise des années 1830–1840, surnommé le « pape de la musique à Prague » et un des chaînons entre classicisme et romantisme, professeur (piano et composition) de nombreux musiciens tchèques de la génération suivante.
Le Conservatoire de Prague (fondé en 1811) attire nombre de grands noms : Paganini, Carl Maria von Weber, Liszt, Berlioz.
La musique tchèque s'inspire de plus en plus du folklore bohémien. C'est alors qu'apparaît Bedřich Smetana (1824-1884), compositeur (sourd à 50 ans), il écrit Má Vlast : Vyšehrad, Šárka, Tábor, la Moldau, Des prairies et des bois tchèques, Blaník. Lui succède Antonín Dvořák (1841-1904) nommé directeur du Conservatoire de New York puis de Prague. Compositeur de musique symphonique, il a aussi des poèmes et des concertos à son actif en plus de ses 10 opéras, dont Rusalka (« l’Ondine »).
Leoš Janáček (1854-1928), Josef Suk (1874-1935), et Bohuslav Martinů (1890-1959) en sont les dignes successeurs au XXe siècle. Quant à Alois Hába (1893-1973) il appartient à la musique contemporaine. Parallèlement, des ensembles tels que Ars Rediviva avec Milan Munclinger continuent à se consacrer à la musique baroque.

## Musique traditionnelle
Elle faillit disparaître à la fin du XIXe siècle n'était l'intérêt porté sur elle par Leoš Janáček. La polka est une danse bohémienne internationalement connue à présent. Les hudci (« ménétriers ») chantent des písně (« chants ou ballades ») en s'accompagnant d'instruments. Dans les villages on rencontre des ensembles de :
- malá selská muzika (« petite musique de village ») avec clarinette, violon et cornemuse ;
- velká selská muzika (« grande musique de village ») avec duplication des instruments et ajout d'une contrebasse ;
- velká muzika (« grande musique ») avec cimbalom.

La musique traditionnelle trouve en Chodsko un nouveau foyer, où les ensembles de cornemuses gajdošská sont communs, notamment lors des fêtes de Konopicka. En Moravie, le cimbalom joué en ensemble národní písně avec contrebasse, clarinette et violons est aussi célèbre. En Valachie, on ressent des influences roumaines avec les ensembles de vièles hudecká et en Lachie, des influences polonaises (lidovka - skřipácká).
Prague est célèbre pour ses chants de tavernes appelés staropražské písničky (« chants du vieux Prague »), qui sont influencés par la schrammelmusik viennoise. Des groupes tels que Šlapeto continuent cette tradition. Une version plus moderne s'appelle « musique vagabonde » (trampská hudba) et dérive d'un mouvement de retour à la terre d'avant-guerre.
On y rencontre[style à revoir] aussi beaucoup de lidova dechová hudba ou dechovka (« musique pour harmonie ») composée de fanfares de cuivres détournées de leurs usages militaires au profit des fêtes populaires.

## Musique populaire
Après la révolution de Velours de 1989, de nombreux styles musicaux interdits par le régime communiste font leur apparition. Il existe de nombreux cover bands de rock tchèque reprenant les succès anglo-saxons les plus récents en langue tchèque. Il existe une importante scène musicale aux styles variés : pop, punk rock, rock, underground, avant-garde, rock alternatif, funk, electro, ska, reggae, hip-hop, bluegrass, grindcore, jazz ou world (Čechomor).
La musique bluegrass a depuis les années 1960 un vif succès avec le 1er festival européen en 1972 (Annual Banjo Jamboree à Kopidlno). Pete Seeger inspire nombre de musiciens lors de ses tournées, dont les groupes Poutníci et Druhá Tráva. Parmi les musiciens pop on peut citer[style à revoir] : Iva Bittová, Iva Frühlingová, Karel Gott, Petr Muk, Markéta Irglová, Karel Kryl et Daniel Landa.
Le jazz a quelques figures marquantes comme Jan Hammer ou Miroslav Vitouš.

## Instruments traditionnels
Les instruments à vent comprennent : accordéon (akkordeon), bock, clarinette, et gagdy. Les instruments à cordes comprennent : cimbalom et violon.